# Pápa Airbase
Pápa Airbase är en multinationell militärflygbas i närheten av Pápa i Ungern. 

## Historik
Flygbasen blev operativ 1961 efter att föregångaren till 47. jaktflottiljen (en. 47th Tactical Fighter Wing) lokaliserats till flygbasen. 1992 fick flottiljen sitt namn nya namn "Ungerska flygvapnets 47 jaktflottilj" (en: Hungarian Defence Forces 47th Tactical Fighter Wing). Efter att Ungern blivit medlem i Nato och påbörjade att omstrukturera sitt flygvapen kom flottiljen att avvecklas den 25 augusti 2000. Efter att flottiljen hade avvecklats kom basen att fungera som uppställningsplats för utrangerade jaktflygplan i väntan på att skrotas eller användas som utställningsföremål vid museum.
Den 1 juli 2001 blev flygbasen återigen operativ då som reservflygbas för Ungerska flygvapnet samt för Natoflyg. Till basen lokaliserades även två stycken Mi-8 helikoptrar för Räddningsaktion.
Den 18 november 2007 blev flygbasen utvald som förläggning till den multinationella flottiljen Heavy Airlift Wing (HAW), där Sverige är en av 12 stycken bidragsgivare. Flottiljen består av tre stycken Boeing C-17 Globemaster III.